# Christoph Sumann
Christoph Sumann född 19 januari 1976 i Judenburg, Steiermark  är en österrikisk före detta skidskytt.
I början av sin karriär tävlade Sumann i längdåkning dock utan några resultat i världstoppen. 2000 började han istället att tävla i skidskytte där han tog sin första världscupseger året efter.
Vid VM 2005 deltog han i det österrikiska laget som vann brons i stafetten. Vid VM 2009 tog han sin första individuella medalj då han var 2:a i masstarten efter landsmannen Dominik Landertinger.
Under OS 2010 i Vancouver tog Christoph Sumann silver i herrarnas jaktstart på 12,5 km efter Björn Ferry.
I samma mästerskap tog Sumann hem ett stafettsilver tillsammans med sina lagmedlemmar över 4 x 7,5 km.
Sumann deklarerade att karriären är över efter världscuptävlingarna i Holmenkollen i mars 2014. 

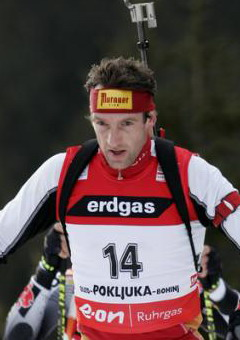
Christoph Sumann under en tävling i Pokljuka

## Världscupsegrar (individuellt)
| Datum            | Plats    | Land      | Disciplin |
| ---------------- | -------- | --------- | --------- |
| 27 mars 2001     | Osrblie  | Slovakien | Sprint    |
| 20 januari 2007  | Pokljuka | Slovenien | Jaktstart |
| 21 januari 2007  | Pokljuka | Slovenien | Masstart  |
| 11 januari 2009  | Oberhof  | Tyskland  | Masstart  |
| 17 december 2009 | Pokljuka | Slovenien | Distans   |